# 悔過
悔過（けか）とは仏教において、三宝に対して自ら犯した罪や過ちを悔い改めること。更に悔過を行うと同時に利益を得ることを目的として行う儀式・法要などの行事の事を指す場合もある。その趣旨は『舎利弗悔過経』・『文殊悔過経』などに記載され、死後に地獄・畜生・餓鬼に堕ちることを欲しなければ、全ての罪や過ちを悔過しなければならないとされている。
中国では遅くても梁代（6世紀）には行われていたとされ、日本でも皇極天皇元年（642年）に雨乞のために行われたとされている（『日本書紀』）。日本では奈良時代から平安時代初期にかけて、盛んに行われた。特に神護景雲元年（767年）に諸国の国分寺などに対して悔過の実施が命じられて以来、有力寺院や国分寺では1月17日から7日間にわたって悔過の仏事が行われることが恒例とされた。
仏事の対象となる本尊は薬師如来である場合には「薬師悔過」、吉祥天である場合には「吉祥悔過」、阿弥陀仏である場合には「阿弥陀悔過」、釈迦如来である場合には「釈迦悔過」、観音菩薩である場合には「観音悔過」と称した。なお、日本では悔過とは別個の行事として発達した懺法も本来は悔過と同じ性格を有する行事であった。
平安時代中期には悔過と称する行事は衰退していくが、代わって修正会・修二会などの行事が悔過の行事として行われることになる。現在も東大寺二月堂で行われている修二会（お水取り）は、二月堂にある十一面観世音菩薩に対する悔過（「十一面悔過」）としての性格を有している。